# Pittsburgh Press
O Pittsburgh Press foi um dos principais jornais da região metropolitana de Pittsburgh, Pensilvânia, Estados Unidos.
Recebeu o Prémio Pulitzer de Serviço Público em 1987.